# Fernando Uribe Senior
Fernando Uribe Senior (Medellín, 2 de noviembre de 1928-Medellín, 24 de febrero de 1980) fue un periodista y político colombiano, director de la aeronáutica civil asesinado por el Cartel de Medellín.

## Biografía
Nacido en Medellín hijo de Eduardo Uribe Escobar y Ana Joaquina Senior Orrego. Estudió en la Universidad de Boston. Fue un periodista en El Diario de Medellín, y  dirigente liberal. Se desempeñó como Alcalde de Medellín entre abril y septiembre de 1975.
Tras su asesinato fue reemplazado por Álvaro Uribe Vélez como director de la Aerocivil.

## Asesinato
Fue asesinado por cuatro sicarios en Medellín, quienes le propinaron 5 disparos, cuando salía de la residencia de su amigo Carlos Robles. Al parecer fue asesinado por el Cartel de Medellín por no ceder para conceder matrículas para sus aeronaves, licencias para rutas específicas y aprobación de pistas en haciendas privadas.
Su asesinato se dio después del asesinato de otro funcionario de la Aerocivil, el Coronel Osiris Maldonado en julio de 1977, en similares circunstancias por parte de narcotraficantes.